# Miały (stacja kolejowa)
Miały – stacja kolejowa w Miałach, w województwie wielkopolskim, w Polsce. Według klasyfikacji PKP ma kategorię dworca lokalnego. Można stąd dojechać do Poznania lub Krzyża Wlkp.

## Ruch pasażerski
| Rok  | Wymiana pasażerska na dobę |
| ---- | -------------------------- |
| 2017 | 200-299                    |
| 2022 | 200-299                    |

W budynek dworcowy wmurowana jest tablica pamiątkowa z lutego 1994, ku czci powstańców wielkopolskich, zdobywców stacji (75. rocznica). Umieszczono na niej cytat z Urszuli Ledóchowskiej – Jeszcze Polska nie zginęła, kiedy ją kochamy.